# Seszele na Letnich Igrzyskach Paraolimpijskich 1992
Seszele na Letnich Igrzyskach Paraolimpijskich 1992 w Barcelonie reprezentowało dwóch sportowców. Był to debiut reprezentacji tego kraju na igrzyskach paraolimpijskich.

## Wyniki

### Lekkoatletyka
| Zawodnik      | Konkurencja         | Finał    | Finał   | Źródło |
| Zawodnik      | Konkurencja         | Rezultat | Miejsce | Źródło |
| ------------- | ------------------- | -------- | ------- | ------ |
| Cyril Charles | pchnięcie kulą THS3 | DNS      | DNS     | [ 2 ]  |
| Elvis Victor  | pchnięcie kulą THS4 | 5,68 m   | 8       | [ 3 ]  |

### Pływanie
| Zawodnik      | Konkurencja              | Eliminacje | Eliminacje | Finał    | Finał   | Źródło |
| Zawodnik      | Konkurencja              | Rezultat   | Miejsce    | Rezultat | Miejsce | Źródło |
| ------------- | ------------------------ | ---------- | ---------- | -------- | ------- | ------ |
| Cyril Charles | 50 m stylem dowolnym S10 | 41,59      | 8          | NQ       | NQ      | [ 4 ]  |